# أبيوها
قرية أبيوها هي إحدى القرى التابعة لمركز أبو قرقاص بمحافظة المنيا في جمهورية مصر العربية. حسب إحصاءات سنة 2006، بلغ إجمالي السكان في أبيوها 9853 نسمة، منهم 5021 رجلا و4832 امرأة.